# Црква Светих апостола Петра и Павла у Неменикућама
Црква Светих апостола Петра и Павла у Неменикућама, насељеном месту на територији општине Сопот, градња је започета 1864. године а завршена 1868. године, припада Епархији шумадијској Српске православне цркве. Направљена је на темељима цркве из 18 века која је била посвећена Ваведењу Пресвете Богородице. Пре те цркве постојала је Црква брвнара посвећена Успењу Пресвете Богородице.